# Solpuga richardi
Solpuga richardi es una especie de arácnido  del orden Solifugae de la familia Solpugidae.

## Distribución geográfica
Se distribuye por República del Congo.